# Octaviano de la Mora

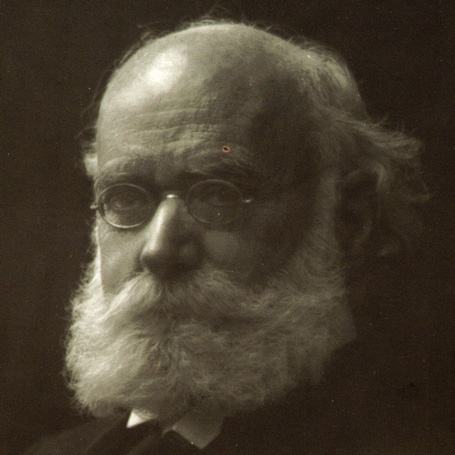
Octaviano de la Mora

Octaviano de la Mora (Ixtlahuacán de los Membrillos, Jalisco, 24 de junio de 1841 - Ciudad de México, 15 de mayo de 1921) fue uno de los principales fotógrafos de estudio del siglo XIX mexicano. 

## Biografía
Sus padres fueron José Regino de la Mora González y María Soledad Riesch Mayén. 
Por los años de Guerra de Reforma las circunstancias lo empujaron a la capital del Estado, en donde hizo rápidos estudios artísticos que perfeccionó después viajando por Europa y los Estados Unidos. La transformación que con estos estudios y con estos viajes sufrieron su carácter y sus inclinaciones, fue realmente de causar sorpresa a todos los que conocieron al niño campesino convertido en un joven consagrado a las Bellas Artes. Aunque se sentía con impulsos para cultivar el dibujo o la escultura habiendo hecho algunos ensayos de mucho porvenir, se encontró con que ya no era tiempo de estacionarse, sino que creyó de más pronta ejecución la fotografía y a ésta consagró todo su talento, dándole en la práctica resultados maravillosos. En pocos años se puso al corriente de los inventos modernos, se proveyó de los mejores útiles y estableció una oficina fotográfica en Guadalajara que ha alcanzado una reputación universal.